# Caterina Sagredo Barbarigo

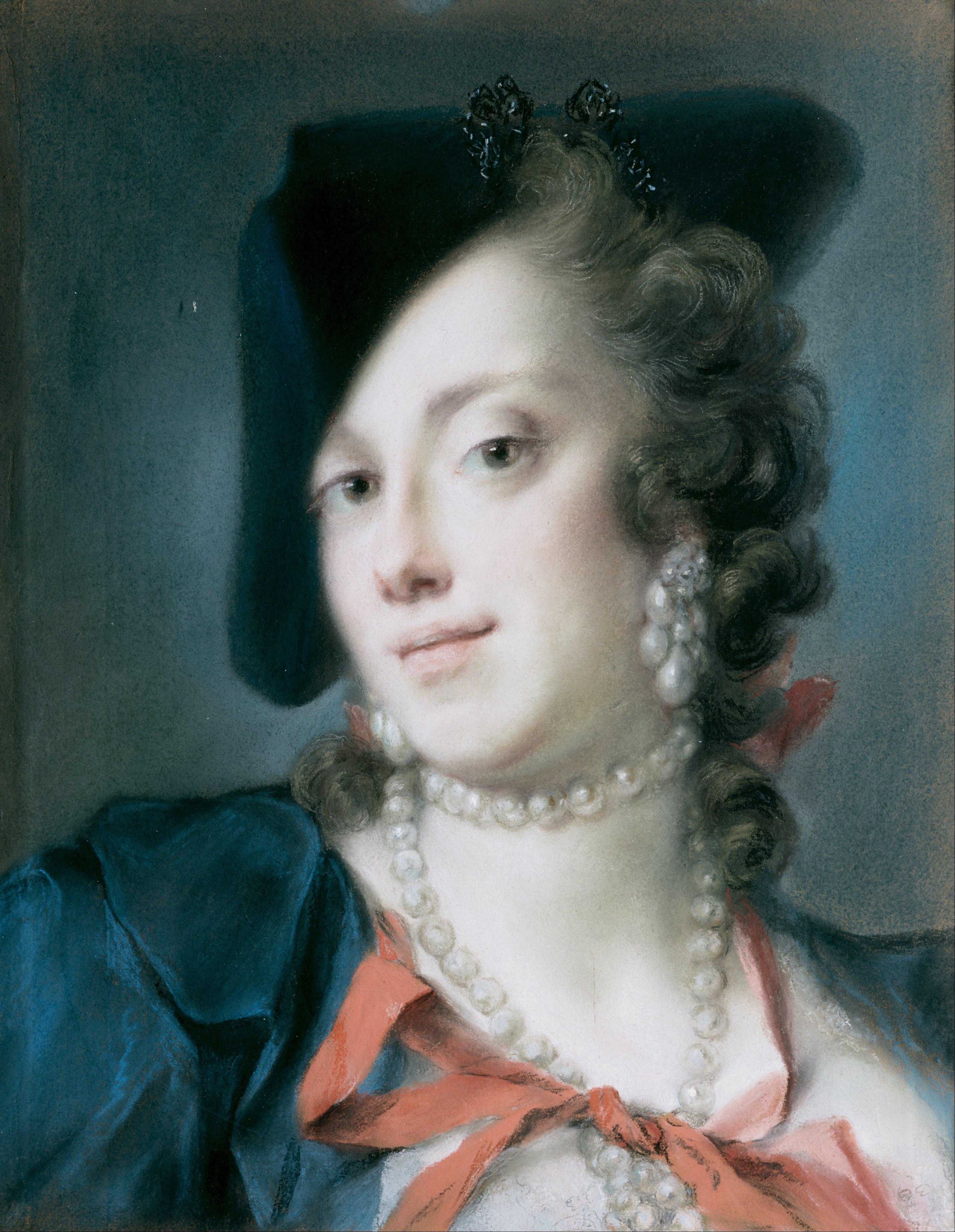
Rosalba Carriera, Ritratto di Caterina Sagredo Barbarigo

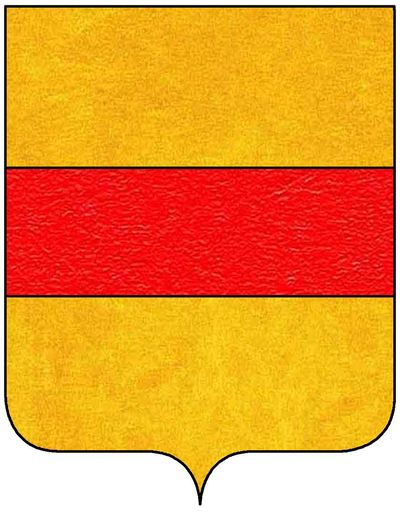
Stemma Sagredo

Caterina Sagredo Barbarigo (Venezia, 14 luglio 1715 – Padova, 11 febbraio 1772) è stata una nobildonna italiana della Repubblica di Venezia.

## Biografia
Caterina nacque il 14 luglio 1715 a Venezia, prima figlia dall’unione del patrizio Gherardo Sagredo con Cecilia Grimani Calergi, da cui in seguito nacque anche Marina (28 febbraio 1723).
Nella metà del Settecento era raro che la data di nascita e di morte delle nobildonne veneziane venisse registrata. Esse venivano tenute in considerazione solo in funzione della loro famiglia d’origine o di quella in cui erano state poi maritate; se non si sposavano per la maggior parte delle volte cadevano nell’oblio, come se non fossero mai esistite. Il caso di Caterina e Marina quindi è già da considerare più unico che raro: della prima si sa la data del battesimo sei giorni dopo la nascita, il 20 luglio del 1715; di Marina otto anni dopo, anche se con qualche incertezza sul giorno e mese precisi.
Gherardo Sagredo, pur provenendo da una nobile e antica famiglia di mecenati, non coltivò interessi artistici ma fu molto attivo in politica: tenne diverse cariche prima di essere eletto quale Procuratore di San Marco nel 1718 (ruolo secondo solo a quello del Doge). Piuttosto che ingrandire la collezione di opere d’arte iniziata dallo zio Zaccaria Sagredo, Gherardo si concentrò nel modernizzare gli interni del suo Palazzo di Santa Sofia, che lui finanziò in parte con la ricca dote portata in casa dalla moglie Cecilia Grimani Calergi.
L’architetto Andrea Tirali (1657 -1737) fu assunto per progettare e costruire lo scalone monumentale dell’atrio (il cosiddetto “Scalone dei Giganti”), di cui Pietro Longhi (1701- ‘85) affrescò pareti e soffitto con la Caduta dei Giganti, tematica tratta dalle Metamorfosi di Ovidio già ripresa da Giulio Romano.
Alla morte di Gherardo, Cecilia venne nominata esecutrice testamentaria col dovere di amministrare i possedimenti terrieri ed elargire al più possibile una dote per le figlie: avvenne così che Caterina sposò giovanissima Antonio Pesaro, portandogli una cospicua dote di 48.000 ducati. Il contratto nuziale fu stipulato l’8 dicembre 1731 quando Caterina aveva solo 16 anni. Rimasta subito vedova, il 25 maggio 1739 sposò in seconde nozze Gregorio Barbarigo, portando con sé la medesima dote di 48.000 ducati; dal matrimonio nasceranno quattro figli, di cui raggiungono l’età adulta le due ultimogenite Cecilia e Contarina, raffigurate anni dopo da Pietro Longhi assieme a Caterina stessa, a Marina Sagredo maritata Pisani, col figlio di quest’ultima Almorò, e all’ormai anziana Cecilia Grimani Sagredo, nel ritratto più famoso della famiglia.
I Sagredo, oltre al loro casino privato sito nella “soffitta” del loro palazzo, possedevano quattro casini pubblici sparsi per Venezia. Inizialmente Caterina ne aveva in uso uno a San Giuliano, vicino al Ponte dell’Angelo. Nel corso della sua vita acquisì anche uno stabile a San Moisè in Corte delle Pizzocchere, che adibì a casino e diede in affitto a Leonardo Venier. Ereditò poi dalla madre Cecilia il casino di San Giobbe, che diede in dote alla figlia Contarina. Nel 1746 Caterina prese in affitto l’ultimo casino, situato in Giudecca nelle fondamenta del Rio della Croce, e l’anno successivo vi fece costruire una “Cavallerizza” dove poter tenere i suoi cavalli (che i nobili sollevano usare per muoversi in città). Dato che vi si praticava il gioco d’azzardo, il 16 aprile 1747 l’Inquisizione di Venezia lo fece chiudere, ma la nobildonna continuò comunque a frequentarlo di nascosto per altri dieci anni. Grande viaggiatrice e amica di molti esponenti del mondo intellettuale europeo, di lei oltre al già citato ritratto di gruppo del Longhi ci è giunto anche un pastello della pittrice Rosalba Carriera.
Caterina morì l'11 febbraio del 1772 a Padova, all'interno di un palazzo di cui la famiglia della sorella minore, i Pisani, era affittuaria.